# Кирпичников, Александр Иосифович
Алекса́ндр Ио́сифович Кирпи́чников (1931, Ленинград — 2009) — следователь по особо важным делам прокуратуры, адвокат, писатель — автор книги «Взятка и коррупция в России».

## Биография
В 1952 году окончил юридический институт. По работе получил направление в Грозный. Занимал должность следователя районной прокуратуры, а затем следователя по особо важным делам при генпрокуратуре города Ленинграда.
Переехал в Москву и получил работу следователя по особо важным делам прокуратуры РСФСР. Впоследствии стал заместителем начальника следственной части российской прокуратуры. Защитил степень канд. наук на тему «взяточничество» (период с 1962 по 1972 год). Занимался морским правом. С 1990 года стал работать адвокатом. В 1998 году написал книгу «Взятка и коррупция в России», получившую большую популярность.
В мае 2001 года на Александра Иосифовича было совершено покушение на убийство в подъезде его дома — после него он попал в реанимацию на несколько месяцев.

## Публикации

### Книги
- Кирпичников, Александр Иосифович. Взятка и коррупция в России / Александр Иосифович Кирпичников. — Санкт-Петербург : Альфа, 1997. — 351 с. — ISBN 5-87062-047-3
- Кирпичников, Александр Иосифович. Российская коррупция / А. И. Кирпичников. — 3-е изд., испр. и доп. — СПб. : Юридический центр Пресс, 2004. — 439 с. ; 21,5 см. — 1050 экз. — ISBN 5-94201-344-6